# Reggio Emilia (tỉnh)
Tỉnh Reggio Emilia (tiếng Ý: Provincia di Reggio Emilia) là một trong 8 tỉnh ở vùng Emilia-Romagna. Tỉnh lỵ là thành phố Reggio Emilia.
Tỉnh có diện tích 2.293 km², dân số 487.003 người (2005). Có 45 comuni (đô thị) ở tỉnh này  Lưu trữ ngày 7 tháng 8 năm 2007 tại Wayback Machine.